# Slipwagen

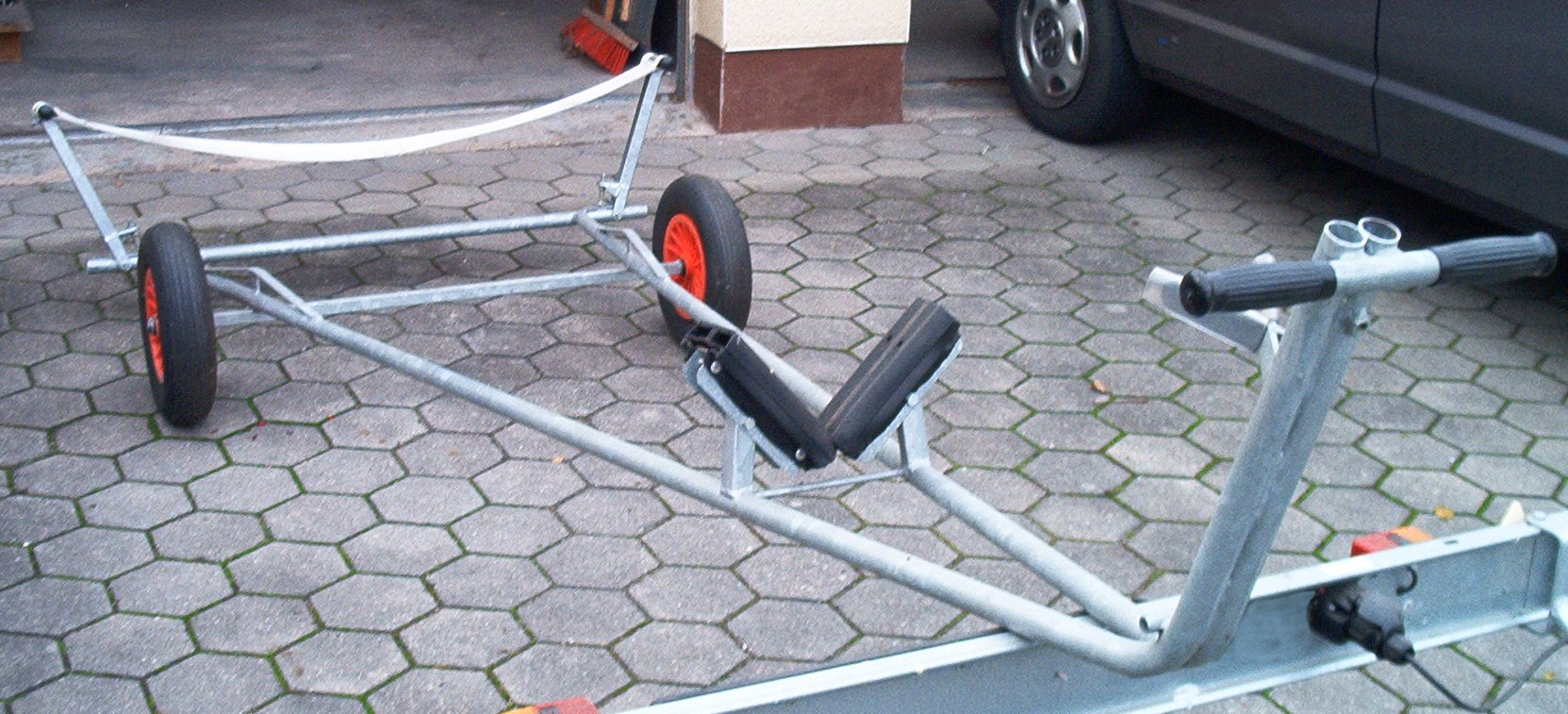
Slipwagen z. B. für Bootsklassen wie den 420er oder auch 470er

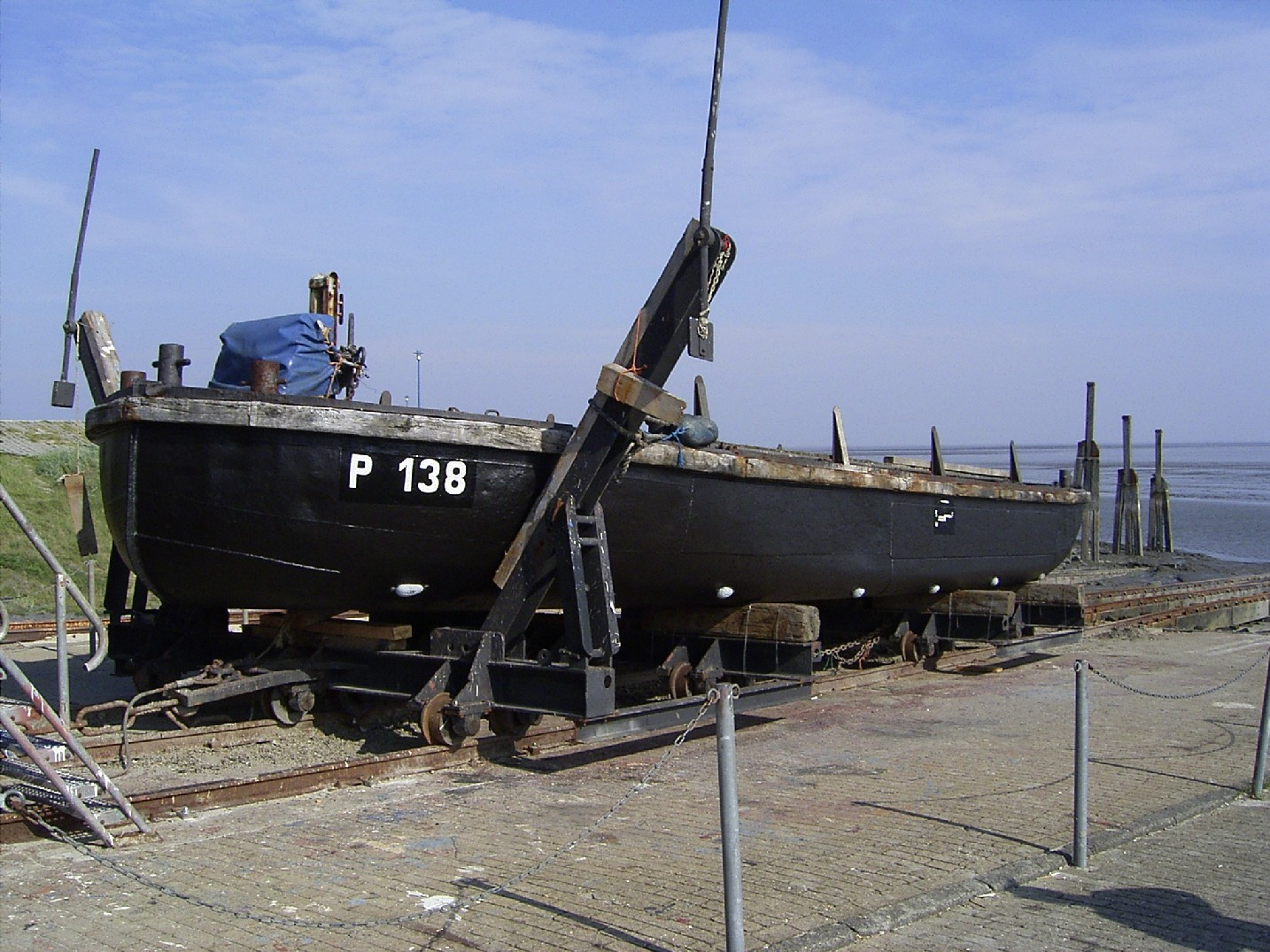
Prahm auf einem Slipwagen

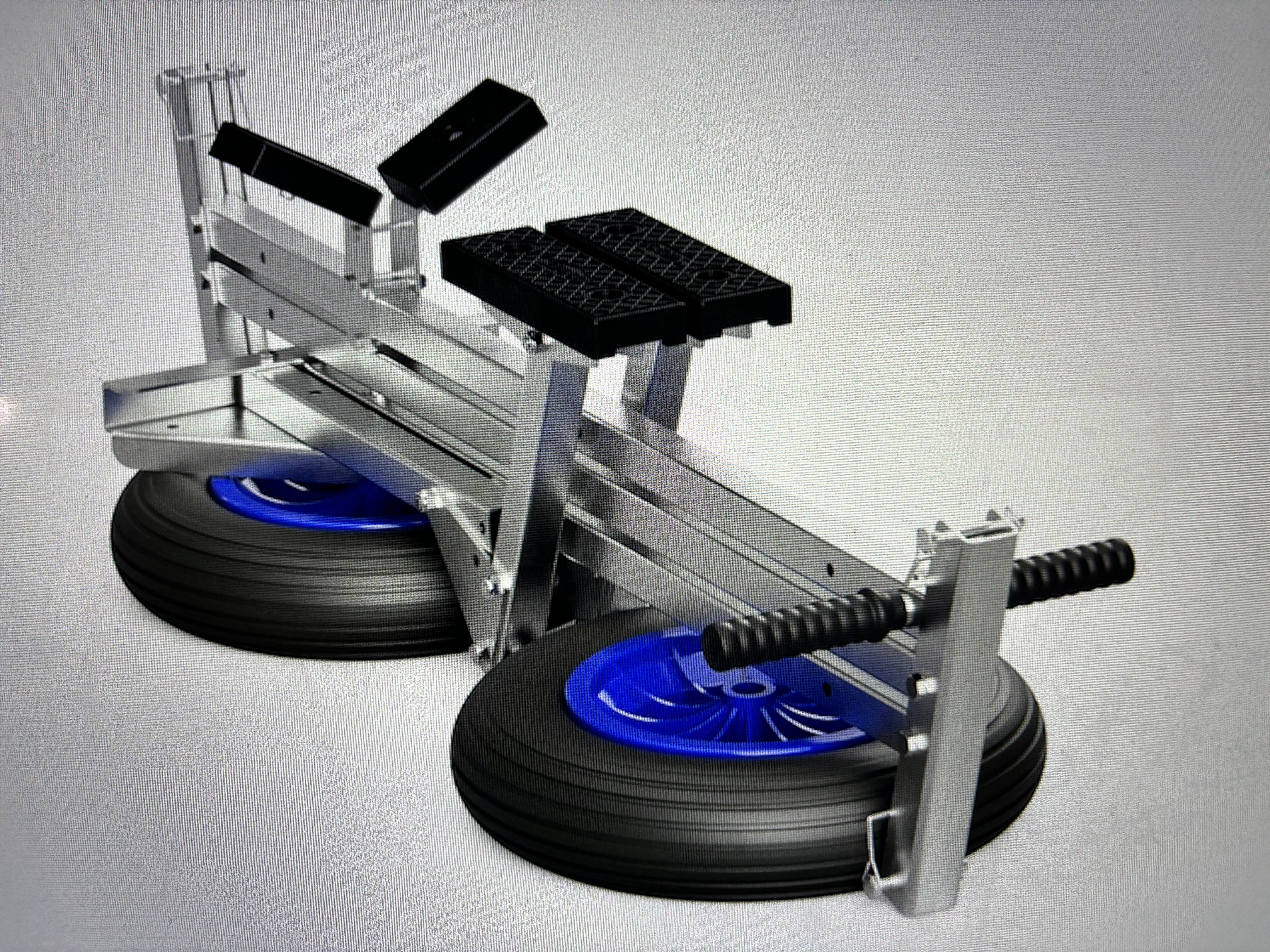
Faltbarer Slipwagen

Ein Slipwagen ist ein spezieller Wagen, um Boote aus dem Wasser zu holen oder zu Wasser zu lassen (das heißt, zu slippen). Slipwagen für Jollen sind meist speziell für die Bootsklasse konstruiert, um Beschädigungen des Rumpfs zu vermeiden. Je nach Bauart können Boote auch direkt vom Bootstrailer geslippt werden, insbesondere dann, wenn er speziell slipfähig konstruiert ist.
Slipwagen sind auch Bestandteile von Hellingen auf Werften. Sie laufen auf Schienen und werden mit Hilfe von Winden bewegt. Um ein Schiff aus dem Wasser zu ziehen, werden die Slipwagen so weit auf der schrägen Ablaufbahn ins Wasser gelassen, bis das Schiff gefahrlos darüber bugsiert werden kann. Nachdem das Schiff an den Slipwagen befestigt ist, wird es an Land gezogen. Bei kleineren Schiffen und Booten reicht meist ein Slipwagen.

## Faltbarer Slipwagen
Der faltbare Slipwagen (auch klappbarer oder mobiler Slipwagen genannt) zeichnet sich dadurch aus, dass er nur für den Slipvorgang aufgeklappt wird. Im zusammengeklappten Zustand hat der Slipwagen geringe Abmessungen und kann leicht verstaut oder mit an Bord genommen werden.

## Slipwagen für Katamarane
Bei Sportkatamaranen besteht der Slipwagen aus einer Achse mit zwei Schalen für die Rümpfe des Bootes und breiten Reifen an den Enden um ein Einsinken im Sand zu verhindern. Die Schalen werden unter die Rümpfe des Katamarans geschoben, in etwa in Höhe des Schwerpunkts. 
Auf diese Weise kann der Katamaran dann leicht angehoben und problemlos ins Wasser geschoben werden, da nun der Großteil seines Gewichts auf dem Slipwagen lastet. Auf diese Weise lassen sich die verschiedensten Areale und Höhenunterschiede meistern.
Die Form der Katamaranrümpfe ist ausschlaggebend dafür, welche Schalen zum Einsatz kommen müssen, um einen schonenden Transport zu gewährleisten. Unterschiedliche Hersteller benutzen verschiedene Rumpfformen, welche entsprechend geformte Formführungsschalen benötigen.
Slipwägen für die Freizeitschifffahrt sind in Deutschland steuerbefreit (grüne Kennzeichen).